# 城戸あやか
城戸 あやか（きど あやか、1984年9月22日 - ）は日本のAV女優。身長162cm B82cm(C) W57cm H83cm。趣味は、読書、お香。 

## 人物
東京都出身。初体験は16歳の時に1歳年上の彼氏の部屋で行った。学生時代は吹奏楽部でクラリネットを吹いていた。渋谷でスカウトされたのがきっかけでAV女優となった。2005年4月22日、『キューティー』でAVデビューしている。2005年12月1日の「初セル」でセルビデオデビューを果たした。

## 出演作品
- キューティー（2005年4月22日、MAX-A）[1]
- チュルチュル（2005年5月24日、MAX-A）[1]
- SWEETIE（2005年6月21日、MAX-A）[1]
- ボーダーライン（2005年7月22日、MAX-A）[1]
- 初セル（2005年12月1日、MOODYZ）[3]
- デジタルモザイク Vol.92（2006年1月1日、MOODYZ）[3]
- 痴女拘束マニアックス（2006年2月1日、MOODYZ）[3]
- 美女とパイパン（2006年3月13日、MOODYZ）[3]
- パイパンフードル（2006年4月13日、MOODYZ）[3]